# HOMO/LUMO
HOMO（ホモ、英: Highest Occupied Molecular Orbital）または最高被占軌道は電子に占有されている分子軌道のうちエネルギーの最も高いもので、LUMO（ルモ、英: Lowest Unoccupied Molecular Orbital）または最低空軌道は電子に占有されていない分子軌道のうちエネルギーの最も低いものである。合わせてフロンティア軌道と呼ばれることもある。HOMO と LUMO の間のエネルギー差は HOMO-LUMO エネルギーギャップと呼ばれる。
基本的に有機半導体においては、HOMO準位と真空準位のエネルギー差がイオン化エネルギー、LUMO準位と真空準位のエネルギー差が電子親和力となる。
バンド理論においては価電子帯の上端および伝導帯の下端が HOMO および LUMO 準位に対応する。

## SOMO
SOMO（ソモ、英: Singly Occupied Molecular Orbital）または半占軌道はラジカル中の電子に半分占有されている分子軌道である。